# Cieneguilla, Santiago Juxtlahuaca
Cieneguilla är en ort i Mexiko.   Den ligger i kommunen Santiago Juxtlahuaca och delstaten Oaxaca, i den sydöstra delen av landet, 280 km söder om huvudstaden Mexico City. Cieneguilla ligger 1 331 meter över havet och antalet invånare är 107.
Terrängen runt Cieneguilla är kuperad åt sydväst, men åt nordost är den bergig. Runt Cieneguilla är det ganska glesbefolkat, med 32 invånare per kvadratkilometer. Närmaste större samhälle är Putla Villa de Guerrero, 15,9 km söder om Cieneguilla. I omgivningarna runt Cieneguilla växer i huvudsak städsegrön lövskog.